# Бурозалізнякові руди
Бурозалізнякові руди — різновид залізних руд, по запасах бурозалізнякові руди посідають третє місце у світі. Родовища цих руд в країнах пострадянського простору —  Казахстан (Лисаковське і Аятське родовища); Східний Сибір (Бокчарське); Крим (Керченське). Середній вміст заліза в рудах — 37,4 %. Частка бурих залізняків у загальному виробництві товарної залізної руди — не більше 5 %. Руди добуваються відкритим способом. В далекому зарубіжжі ці руди поширені у Франції, Німеччині, Англії, Австралії та ін.
Концентрати бурозалізнякових руд містять не більше 50—55 % заліза і значно поступаються якістю сировині з інших типів залізних руд. Ця обставина в сполученні зі значним вмістом у рудах фосфору та інших шкідливих домішок значно обмежує споживання цих руд. Найбільш високий рівень їх споживання у Франції, Німеччині, Англії — в тих країнах, де цей тип руд є єдиним або переважним.
Бурозалізнякові руди представлені ооліто-гідрогематитовими, вохристо-порошковими та щільними (грудковими) різновидами.
Ооліто-гідрогематитові руди складаються із суміші оолітів (0,1—0,8 мм) і зерен кварцового піску крупністю 0,01—1 мм із невеликою домішкою охристого глинистого матеріалу та кусків щільного гідрогематиту і озалізненого піщанику. Ооліти складені гідрогематитом, кварцом і глиноземом. Характерна особливість — значний вміст фосфору.
Щільні вохристо-порошкові бурозалізнякові руди зустрічаються на Уралі, Європейському Центрі Росії, в Україні. Основні рудні мінерали — гідрогематит, гідрогетит і сидерит. Супутні мінерали — манганіт, піролюзит, гетит, пірит, галеніт, халькопірит і малахіт. Порожні породи — кварц, халцедон, серицит, барит та ін.